# Barbara Kaszuba
Barbara Kaszuba (ur. 22 stycznia 1983 w Poznaniu) – polska kompozytorka, wykładowczyni Akademii Muzycznej w Poznaniu.

## Życiorys
Edukację muzyczną rozpoczęła w szóstym roku życia. W 2007 ukończyła z wyróżnieniem studia w Akademii Muzycznej w Poznaniu w klasie kompozycji Grażyny Pstrokońskiej-Nawratil, a w 2011 w Akademii Muzycznej w Bydgoszczy w klasie skrzypiec Marcina Baranowskiego. Studiowała także w Hochschule für Musik Carl Maria von Weber Dresden w klasie kompozycji Wilfrieda Krätzschmara (2005). W 2013 uzyskała w Akademii Muzycznej we Wrocławiu stopień doktora sztuk muzycznych w specjalności kompozycja i teorii muzyki na podstawie napisanej pod kierunkiem Janusza Stalmierskiego dysertacji Widowisko taneczne Uroboros inspirowane poezją Seasons Manfreda Fischbecka. Między ruchem, światłem, poezją a muzyką. Próba ujęcia gatunku. W 2019 habilitowała się w zakresie kompozycji i teorii muzyki, przedstawiwszy dzieło Nie tylko z Islandii – Not only from Iceland.
W 2007 rozpoczęła pracę w Katedrze Kompozycji i Teorii Muzyki Akademii Muzycznej w Poznaniu.
Stypendystka Business and Professional Women’s Club w Poznaniu, Krajowego Funduszu na Rzecz Dzieci (6 lat) oraz Ministerstwa Kultury i Dziedzictwa Narodowego (1998, 2000, 2002, 2006). Wyróżniona nagrodą Djerasi – UNESCO USA (2007), Medalem Młodej Sztuki (2010), Medalem Towarzystwa im. Hipolita Cegielskiego (2013).
Laureatka m.in.: Międzynarodowego Konkursu Kompozytorskiego „Ibla” w Nowym Jorku (1999), European Union of Music Competition for Youth w Popradzie (2003),  European Union of Music Competition for Youth we Wrocławiu (2006) oraz Prix du Conseil General w Sarre-Union, Francja (2006).
W sezonie 2012/2013 była kompozytorką-rezydentką Orkiestry Kameralnej Polskiego Radia „Amadeus”. Członkini Koła Młodych Związku Kompozytorów Polskich.

## Dyskografia
- 2005: My Music (Acte Préalable)[1]